# Lise-Marie Morerod
Lise-Marie Morerod, švicarska alpska smučarka, * 16. april 1956, Ormont-Dessus, Švica.
Lise-Marie Morerod je ena najuspešnejših švicarskih alpskih smučark. Nastopila je na enih zimskih olimpijskih igrah in leta 1976 zasedla četrto mesto v veleslalomu. Na svetovnih prvenstvih je osvojila naslov podprvakinje v veleslalomu leta 1978 in bronasto medaljo v slalomu leta 1974. V svetovnem pokalu je osvojila en veliki kristalni globus za zmago v skupnem seštevku svetovnega pokala, pet malih kristalnih globusov za zmago v seštevku posamičnih disciplin ter 24 zmag in 41 uvrstitev na stopničke.